# Ruth Gbagbi
Ruth Marie Christelle Gbagbi (ur. 7 lutego 1994 w Abidżanie) – iworyjska zawodniczka taekwondo, brązowa medalistka olimpijska z Rio de Janeiro (2016) i z Tokio (2020), mistrzyni świata (2017).
Trzykrotnie uczestniczyła w letnich igrzyskach olimpijskich. W 2012 roku na igrzyskach w Londynie zajęła siódme miejsce w kategorii do 67 kg. Cztery lata później na igrzyskach olimpijskich w Rio de Janeiro zdobyła brązowy medal olimpijski w tej samej kategorii wagowej. W ćwierćfinale pokonała ją późniejsza wicemistrzyni olimpijska Haby Niaré, w repasażach zwyciężyła w pojedynkach z Aniyą Louissaint i Fəridə Əzizovą). Podobnie zdobyła medal brązowy na igrzyskach w Tokio.
W 2017 roku została mistrzynią świata w kategorii do 62 kg. W 2015 roku zdobyła złoty, a w 2011 roku brązowy medal igrzysk afrykańskich, w latach 2009–2018 cztery złote i jeden srebrny medal mistrzostw Afryki, a w 2015 roku brązowy medal uniwersjady.
W 2010 roku wystąpiła również na igrzyskach olimpijskich młodzieży w Singapurze i zajęła dziewiąte miejsce w kategorii do 55 kg.